# قورس (نبات)
القورس (الاسم العلمي:Coris (plant)) هو جنس من النباتات يتبع الفصيلة الربيعية من رتبة الخلنجيات.

## أنواع
يضم هذا الجنس من النبات نوعاً وحيداً هو:
- قورس مونبلييه (الاسم العلمي:Coris monspeliensis)